# Корнев, Герасим Яковлевич
Гера́сим Я́ковлевич Ко́рнев (1866—1924) — русский учёный-растениевод, специалист по льноводству.

## Биография
Родился в 1866 году в селе Чудове Новгородской губернии в солдатской семье. Его отец, Яков Александрович, по национальности волжский финн (эрзя), был родом из города Арзамаса Нижегородской губернии, мать — Каролина Карловна, ингерманландская финка, лютеранка, после принятия православия носившая имя Александра. В начале 1870-х, после выхода Якова Александровича в отставку, семья перебралась в Арзамас, где Герасим Яковлевич поступил в гимназию. После окончания гимназии он продолжил образование в Казанском земледельческом училище, которое успешно окончил в 1888 году. С тех пор он посвятил себя работе в области льноводства — в должности агронома, затем инженера льнозавода под Арзамасом.
В 1895 году переехал в Костромскую губернию, где по 1910 год работал в качестве заведующего Костромской льнодельческой станцией, которая была построена и введена в эксплуатацию при его непосредственном участии. В 1910 году был утверждён на должность Губернского специалиста по льноводству, оставаясь им до последнего дня своей жизни. Он поставил множество экспериментов, добившись никем не превзойдённых результатов по урожайности льна и качеству волокна, переработал массу экспериментальных данных, полученных в опытных хозяйствах Костромской губернии.
Умер в 1924 году от сердечного приступа.
Жена Герасима Яковлевича Корнева была дочь священника из села Городищи Костромского уезда Любовь Александровна, в девичестве Митинская.
У них было 5 детей. Сын Володя и дочь Лена скончались в младенчестве.
Старший сын, Сергей, умер в 1918 году от пневмонии в возрасте 17 лет.
Младшая дочь, Надежда Герасимовна Корнева (1905 — 1980), окончила Костромской текстильный институт и работала инспектором отдела кадров на Костромской фабрике обуви "X октябрь". Семьи не имела.
Средняя дочь, Александра Герасимовна Корнева, в замужестве Белихова (1904 — 1982), окончила Костромское медицинское училище и работала медсестрой в кожно-венерологическом диспансере. Родила двух сыновей.
Внуком Г. Я. Корнева был известный костромской учёный Белихов Борис Алексеевич (1938 - 2016 гг.)
Жизни и научной деятельности Герасима Яковлевича Корнева посвящен один из стендов в музее БКЛМ (Большой Костромской Льняной Мануфактуры, ранее — Костромская льнопрядильная и бумажная мануфактура).

## Профессиональная деятельность
Под руководством Г. Я. Корнева в восьми уездах Костромской губернии (Костромском, 
Нерехтском, Кинешемском, Юрьевецком, Буйском, Ветлужском, Варнавинском и Макарьевском) ставились масштабные опыты по влиянию удобрений на урожайность льна и физико-химические свойства льняного волокна. Достигнутая урожайность льна оказалась близкой к максимальной и не была увеличена в последующем.
В качестве удобрений использовались томасшлак (главный компонент — оксид фосфора), суперфосфат, каинит, хлорид калия, чилийская селитра. Были установлены оптимальные смеси удобрений и соотношение между компонентами в зависимости от типа почв, на которых выращивался лён: томасшлак, каинит или калийная соль для супесей; томасов шлак, суперфосфат и калийная соль на суглинках. В экспериментах на добровольной основе принимали участие крестьянские хозяйства, причём количество желающих принять участие в опытах оказалось настолько много, что удовлетворить потребности всех хозяйств, подавших заявки, оказалось невозможно.
Под руководством Г. Я. Корнева проводились исследования по возможности удобрения посевов льна печной золой. Была установлена оптимальная концентрация — 40 пудов золы на одну десятину (около 6 кг на 1 сотку). Это позволило поднять урожайность по волокну (тресте) на 50 %, а по семенам — на 90 %. Корнев провёл исследовательскую работу по влиянию сорных трав на урожайность льна. На опытной льняной станции в усадьбе Городищи испытывалось новое оборудование для переработки льна, а на практику приезжали студенты Императорского Московского Технического Училища (ныне — Московский государственный технический университет имени Н. Э. Баумана).